# Олартикоэчеа, Хулио
Хулио Хорхе Олартикоэчеа (исп. Julio Jorge Olarticoechea, род. 18 октября 1958 года, Саладильо, провинция Буэнос-Айрес, Аргентина) — аргентинский футболист, защитник. Игрок национальной сборной Аргентины. Чемпион мира (1986), вице-чемпион (1990), участник Кубка Америки (1987).

## Биография
По происхождению баск. Значительную часть карьеры Олартикоэчеа провёл в «Расинге», однако он успел поиграть и за двоих других великих клуба аргентинского футбола — «Ривер Плейт» (в котором он всё же выиграл свой единственный чемпионский титул на клубном уровне — Насьональ 1981 года) и «Боку Хуниорс». Также непродолжительное время выступал в «Нанте» и «Архентинос Хуниорс», а завершал карьеру в «Депортиво Мандийю» (ныне «Текстиль Мандийю»).
За период с 1982 по 1990 год Олартикоэчеа трижды принимал участие в чемпионатах мира. В 1986 году он стал чемпионом мира, сыграв во всех семи матчах сборной. В 1990 году помог команде дойти до финала, в котором аргентинцы уступили сборной ФРГ. На том турнире Олартикоэчеа сыграл в пяти матчах. Пропустил финальный матч из-за лишней жёлтой карточки, полученной в полуфинальной игре с Италией.

### Тренерская карьера
Владеет собственной детско-юношеской футбольной школой. Также тренировал команду Второго дивизиона «Тальерес» (Ремедиос-де-Эскалада). В 2011 году был в тренерском штабе молодёжной сборной Аргентины, ставшей чемпионом мира в своей возрастной категории, позднее работал в тренерском штабе женской сборной страны.
В июле 2016 года, после отставки Херардо Мартино, назначен исполняющим обязанности тренера национальной сборной Аргентины на период Олимпийских игр в Рио-де-Жанейро (в Аргентине традиционно олимпийскую команду возглавляет тренер основной сборной).

## Достижения
- Чемпион Аргентины (1): 1981 (Насьональ)
- Чемпион мира (1): 1986
- Вице-чемпион мира (1): 1990